# Marco Costantini
https://midec.org/
Marco Costantini (Laveno, 12 maggio 1915 – 5 maggio 2003) è stato un incisore italiano.

## Biografia

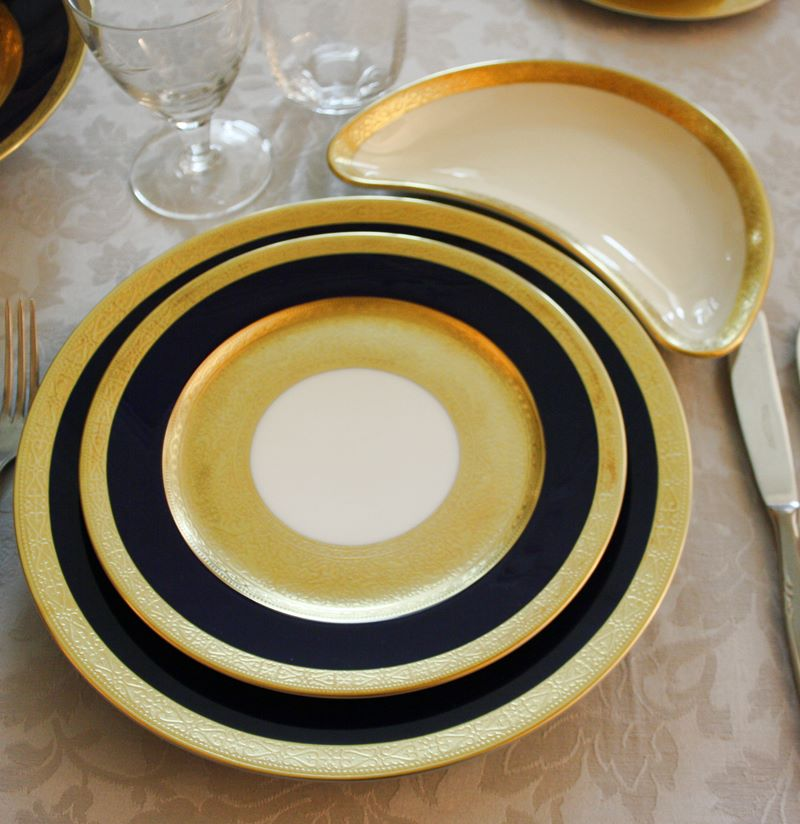
Servizio in oro zecchino (Foto Costantini)

Frequentò la Scuola di Disegno Serale Lavenese diretta dal professor Mario Aubel e trovò, a soli 12 anni, un posto di lavoro come cesellatore a Barasso prima e a Gemonio poi, nel campo degli arredi sacri. Andò poi alla bottega del Polloni di Varese, e quindi saltuariamente a Besozzo e a Malnate.

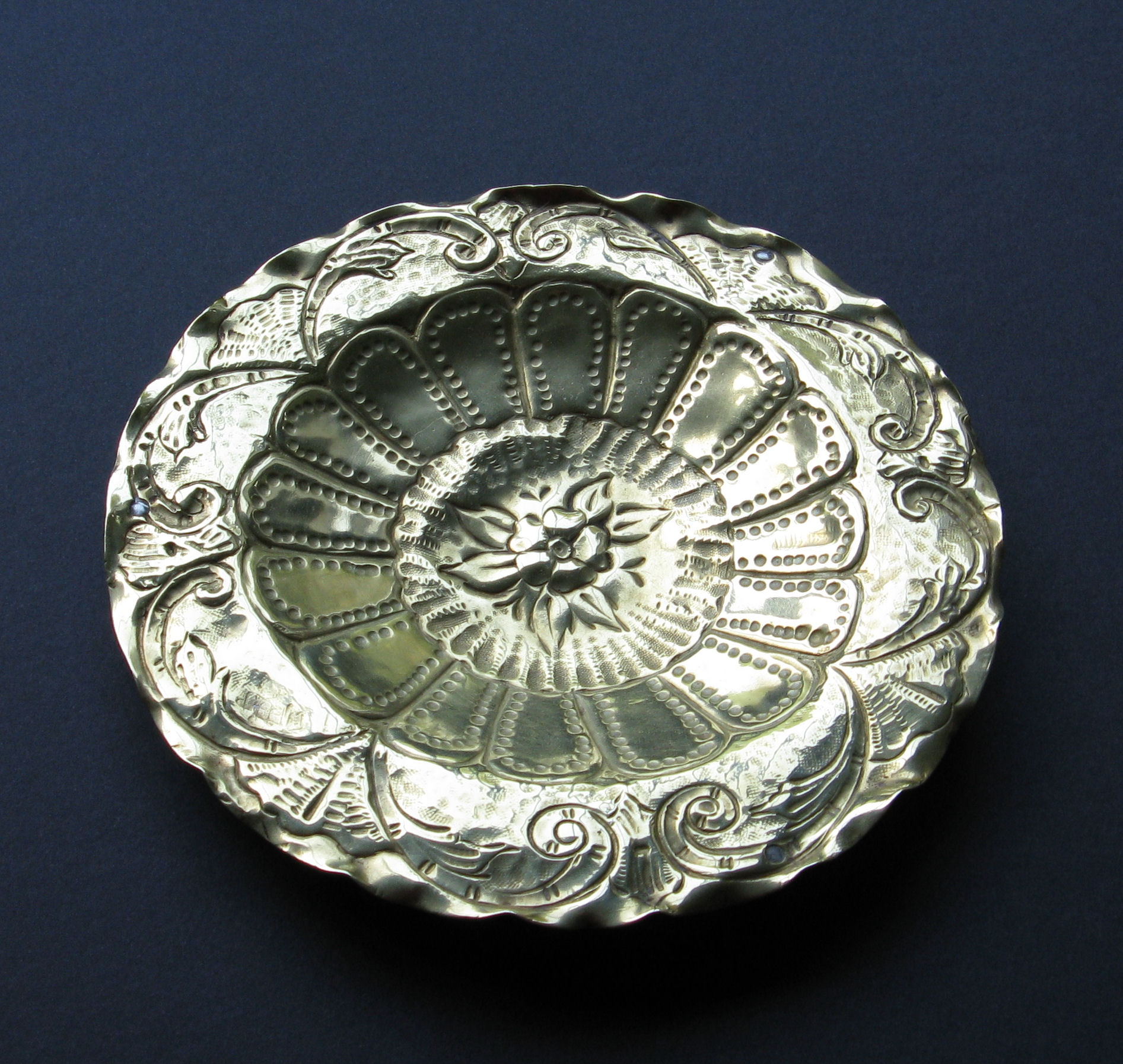
Piatto in ottone cesellato (Archivio Foto Sangalli)

Nel frattempo iniziò nella sua casa lavenese i primi lavori di incisione per la ceramica. Nel 1940 frequentò la scuola Umanitaria di Milano per perfezionare la tecnica del bulino, e lì fece la conoscenza con il suo maestro Ambrogio Nicolini, orafo ed incisore a bulino. Studiò disegno coi pittori Atanasio Soldati, Umberto Zimelli, Enzo Catapano e lo scultore Donato Gramegna.
Dal 1943 al 1946, lavorò alla SIAI-Marchetti e il contatto con amici meccanici lo aiuterà in seguito per la realizzazione di alcuni strumenti utili al suo mestiere. Dal 1947 al 1966 la sua attività si svolse negli stabilimenti della Ceramica Lavenese e nel campo della calcografia. Alla Verbano avrebbe realizzato opere proprie e da disegni di Guido Andlovitz, Antonia Campi, Leonor Fini, esposte poi alla Triennale di Milano del 1951. Tali lavori furono apprezzati dall'architetto Gio Ponti in occasione di una sua visita alle ceramiche di Laveno (Galleria d'Arte Ceramica n.2 1999 a cura di Marcello Morandini.).
A quegli anni risale la sua la realizzazione di un servizio da tavola decorato in oro zecchino per il Negus, con un disegno creato appositamente per lui che rimase classificato come "Decoro del Negus" ( MIDeC Laveno Mombello 2019).
Dal 1966, dopo la chiusura del reparto per la fabbricazione della porcellana Verbano, Costantini si mise in proprio.
Ha lasciato circa duemila incisioni tra rami e zinchi, la maggior parte bulini, poi acqueforti e tecniche miste. Suoi soggetti preferiti erano paesaggi, vedute del Lago Maggiore e della Valcuvia, fabbriche, nature morte, strumenti musicali, carte da gioco e auto antiche. Da maggio 2015, al Museo Internazionale della Ceramica di Laveno Mombello è possibile visitare la Sala Costantini con preziose ceramiche, incisioni a bulino e acqueforti.

## Mostre collettive
- XXV Biennale di Venezia (1950)
- Triennale di Milano (1951)
- Biennale d'Arte città di Milano (1951)
- Premio Suzzara (1951)
- I Biennale Museo d'Arte Moderna San Paolo Brasile (1951)
- Premio Suzzara (1952)
- II Biennale dell'incisione italiana Padova (1966)
- Grafica Incisori Milanesi in Russia Mosca (1969)
- Artisti Varesini contemporanei a Mosca-Kiev-Leningrado (1988)
- Artisti Varesini contemporanei, Varese (1988)
- IV  Triennale dell'Incisione alla Permanente, Milano (1990)